# Rathaus (Eisenheim)

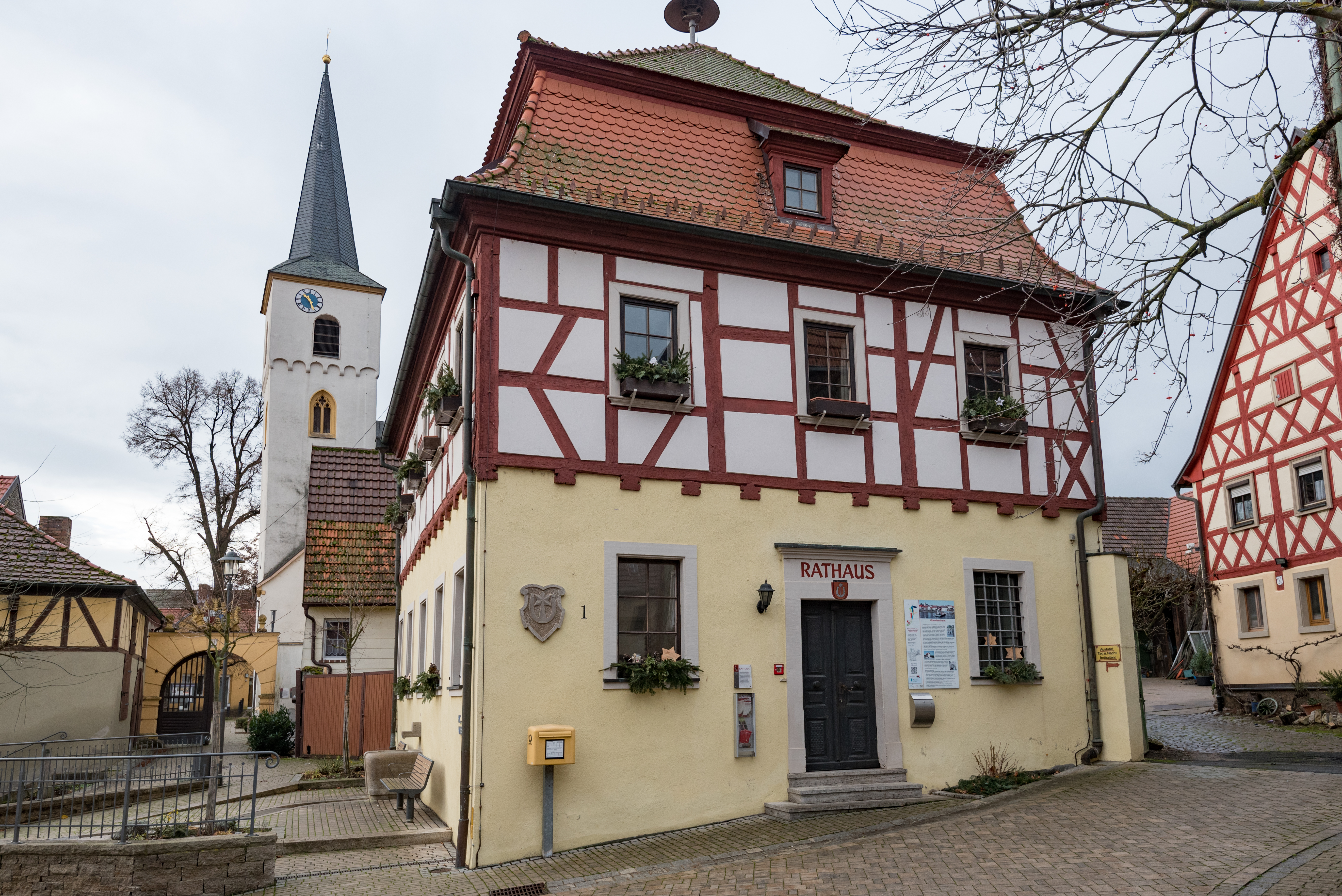
Rathaus in Eisenheim

Das Rathaus in Eisenheim, einer Marktgemeinde im unterfränkischen Landkreis Würzburg in Bayern, wurde im 18. Jahrhundert errichtet. Das Rathaus am Marktplatz 1 in Obereisenheim, gegenüber der evangelischen Pfarrkirche, ist ein geschütztes Baudenkmal.
Der zweigeschossige Mansarddachbau mit Fachwerkobergeschoss besitzt vier zu drei Fensterachsen. Das Fachwerk ist ohne Schmuck. Am Türsturz ist das Wappen der Gemeinde angebracht.